# Swedenborgs Minneskyrka
Swedenborgs Minneskyrka är en kyrka i Stockholm.

## Historia
Den nuvarande kyrkan invigdes 4 september 1927. På invigningen deltog 200 personer. Det deltog även pastorer från andra länder: pastor H. Clinton Hay från USA, pastor S. Chr. Brønniche från Danmark, pastorerna Erich L. G. Reissner, W. A. Presland och W. E. Claxton från Tyskland, Österrike, pastor H. Gordon Drummond från England, Tjeckoslovakien, Frankrike och pastorerna Gustave Regamey och Adolph L. Goerwitz från Schweiz.

## Inventarier
- Predikstol.
- Ett lila antependium som skänktes i december 1927 av Ingegerd Wendel, Göteborg.[1]
- Dopfunt som tillverkades 1928.[1]
- Två sköldar på altaret som symboliserar nattvarden.[2]

### Orgel
Den nuvarande orgeln byggdes av Åkerman & Lund, Sundbybergs stad.  Orgeln är pneumatisk med 10 stämmor fördelade på två manualer.